# Frederique van der Wal
Frederique van der Wal, née le 30 août 1967 à La Haye aux Pays-Bas, est un mannequin néerlandais.
Elle est apparue à la télévision et au cinéma, notamment dans Wild Wild West en 1999 et Two Girls and a Guy en 1997.

## Biographie

### Enfance et formation
Elle est originaire des Pays-Bas.

### Carrière
Frederique van der Wal gagne le concours Elite Model Look en 1985. et signe un contrat avec l'agence Elite Model Management,. Elle décide cependant de finir ses études avant de commencer une carrière dans le mannequinat.
Elle s'installe à New York l'année suivante.
En 1985, elle pose pour la marque Guess.
En 1986, elle pose en couverture de Vogue Paris et Cosmopolitan.
En 1987, elle fait la couverture de Harper's Bazaar et Cosmopolitan.
EN 1995, elle défile pour Victoria's Secret.
En 2003, elle participe à un évènement organisée à Wartburg.
En 2008, elle crée sa marque, Frederique's Choice, qui est décrite comme le premier producteur de fleurs en ligne de luxe.
En 2011, elle défile pour Adrienne Vittadini (en). La même année, elle est nommée « entrepreneur de l'année » par le magazine Marie Claire. En 2021, l'entreprise est déclarée en faillite,.

### Vie privée
En 2000, elle a une fille avec Nicholas Klein.

## Filmographie
- 1998 : Two Girls and a guy[13]
- 1999 : Wild Wild West[14]